# Podocarpus ramosii
Podocarpus ramosii är en barrträdart som beskrevs av Robert Reid Mill. Podocarpus ramosii ingår i släktet Podocarpus och familjen Podocarpaceae. IUCN kategoriserar arten globalt som otillräckligt studerad. Inga underarter finns listade i Catalogue of Life.